# Nils Liedholm
Nils Liedholm (Valdemarsvik, 8 d'octubre, 1922 – Cuccaro Monferrato, 5 de novembre, 2007) fou un futbolista suec i posterior entrenador de futbol.
Fou un dels integrants del famós trio de davanters de l'AC Milan i de la selecció sueca anomenat "Gre-No-Li". A Suècia guanyà dos campionats amb el IFK Norrköping, un dels grans clubs del moment. Fitxà per l'AC Milan l'any 1949, club amb el qual guanyà quatre scudettos els anys 1951, 1955, 1957 i 1959 i dues Copes Llatines (1951 i 1956). Va jugar com a titular la final de la Copa d'Europa de 1958, que el Milan va perdre per 2-3 contra el Reial Madrid a Heysel, i que suposà la tercera Copa d'Europa consecutiva per als blancs.
Amb la selecció del seu país va guanyar la medalla d'or als Jocs Olímpics de Londres 1948 i en fou el capità al Mundial de 1958 on Suècia acabà segona.
Com a entrenador va tenir una molt brillant carrera, dirigint nombrosos clubs a Itàlia durant prop de quatre dècades, on podem destacar el Milan, Hellas Verona, Varese, ACF Fiorentina o AS Roma.

## Palmarès
- Copa Llatina: 1951, 1956
- Lliga italiana de futbol: 1951, 1955, 1957, 1959
- Lliga sueca de futbol: 1946–47, 1947–48
- Medalla d'or als Jocs Olímpics de 1948